# Lepyrodontopsis trichophylla
Lepyrodontopsis trichophylla är en bladmossart som beskrevs av Brotherus 1925. Lepyrodontopsis trichophylla ingår i släktet Lepyrodontopsis och familjen Brachytheciaceae. Inga underarter finns listade i Catalogue of Life.